# 日本チョウ類保全協会
特定非営利活動法人 日本チョウ類保全協会（にほんチョウるいほぜんきょうかい、英: Japan Butterfly Conservation Society）は、日本国内においてチョウ類を中心とした絶滅に瀕する昆虫類の保護活動、調査研究、および生物多様性の普及啓発活動を実施しているNPO団体である。生物多様性の保全、生息地内での保全、地域個体群レベルでの保全、科学的根拠に基づいた保全活動を活動目標として掲げている。2018年9月時点における会員数は703名。年2回会員に対して会誌「チョウの舞う自然」を発行している。環境省レッドリストに掲載されているチョウを中心に保全活動を実施している。
以下の3項目を具体的な活動内容としている。
1. チョウや自然の現状を調べ、解決策を考え、実行する。
2. 人々にチョウや自然の現状を伝える。
3. チョウや自然を守るために、さまざまなアドバイスをする。

## 沿革
- 2004年6月1日 : 日本チョウ類保全ネットワーク設立 。
- 2006年2月12日 : 名称を「日本チョウ類保全協会」へと変更 。
- 2006年8月28日 : 「任意団体」から「特定非営利活動法人」へと移行注釈を付与。

代表理事
松村 行栄
理事
斉藤 太増光
山本 治
永幡 嘉之
森地 重博
監事
猪越 俊久
事務局長
中村 康弘

## 活動内容

### 絶滅危惧種の保全事業
以下の種を対象に保全事業を展開している。
| 種名                     | ランク     | 対象地域               | 活動内容                                                                                           |
| ------------------------ | ---------- | ---------------------- | -------------------------------------------------------------------------------------------------- |
| ヒメチャマダラセセリ     | ⅠA類       | アポイ岳周辺（北海道） | 生息状況の調査、各種保全に関する提言、生息地管理の実施                                             |
| チャマダラセセリ         | ⅠB類       | 岩手県・福島県・茨城県 | 生息状況の調査、各種保全に関する提言、生息地管理の実施                                             |
| ミヤマシロチョウ         | Ⅱ類        | 群馬県・長野県         | 生息状況の調査、各種保全に関する提言、地域保全団体への協力                                         |
| オガサワラシジミ         | ⅠA類       | 東京都小笠原諸島       | 生息状況の調査、各種保全に関する提言                                                               |
| タイワンツバメシジミ     | ⅠB類       | 長崎県                 | 各種保全に関する提言                                                                               |
| ゴマシジミ               | ⅠA類・ Ⅱ類 | 山梨県                 | 生息状況の調査、生息地の環境維持・復元                                                             |
| ツシマウラボシシジミ     | ⅠA類       | 長崎県対馬市           | 生息状況の調査、各種保全に関する提言、生息地の環境維持・復元、生息域外保全の実施                   |
| アサマシジミ             | ⅠA類       | 北海道                 | 生息状況の調査、各種保全に関する提言、生息地の環境維持・復元                                       |
| ヒョウモンモドキ         | ⅠA類       | 広島県                 | 生息状況の調査、放チョウによる再導入、各種保全の提言、生息地の環境維持・復元、地域保全団体への協力 |
| ウスイロヒョウモンモドキ | ⅠA類       | 兵庫県、岡山県、鳥取県 | 生息状況の調査、地域保全団体への協力                                                               |

### 生物多様性の普及

#### 展示会・写真展・セミナー
- 年に2回、東京都内においてチョウの観察会を実施している。
- 年に1回、東京都内においてチョウを撮影した写真の写真展を開催している。
- 「チョウ類の保全を考える集い」と題した生物の多様性に関するセミナーを毎年2月に実施している。

#### モニタリング事業
- チョウを対象としたモニタリングプログラム「庭のチョウ類調査」を実施している。

#### 書籍等の発行
- 2019年1月 : フィールドガイド 増補改訂版 日本のチョウ（誠文堂新光社 344ページ フルカラー）
- 2012年4月 : フィールドガイド 日本のチョウ（誠文堂新光社 328ページ フルカラー）
- 2009年3月 : チョウ類保全ガイド3 ミヤマシロチョウ（A5判 8ページ フルカラー）
- 2008年3月 : チョウ類保全ガイド2 ヒョウモンモドキ（A5判 8ページ フルカラー）
- 2007年3月 : チョウ類保全ガイド（A4判 24ページ フルカラー）
- 2005年8月 : チョウ類保全ガイド1 ウスイロヒョウモンモドキ（A5判 8ページ フルカラー）

#### 過去のシンポジウム開催地
- 2007年1月 : ギフチョウ・ヒメギフチョウ保全シンポジウム - 岐阜県岐阜市
- 2008年2月 : チョウ類保全シンポジウム - ギフチョウ・ヒメギフチョウ - 群馬県渋川市
- 2008年5月 : 第3回全国チョウ類保全シンポジウム - 山形県鮭川村
- 2009年12月 : 第4回全国チョウ類保全シンポジウム - オオムラサキ - 埼玉県嵐山市
- 2011年1月 : 第5回全国チョウ類保全シンポジウム - ギフチョウ - 奈良県御所市
- 2012年3月 : 第6回全国チョウ類保全シンポジウム - 愛媛県松山市

#### 提言
- 2006年5月 : 自然公園法改正にともなう「指定動物」に関して提言を実施。